# Emanuel Viveiros
Emanuel Viveiros (St. Albert, 8 gennaio 1966) è un ex hockeista su ghiaccio canadese naturalizzato austriaco.

## Carriera
Nel corso della sua carriera ha indossato, tra le altre, le maglie di Prince Albert Raiders (WHL, 1982/83), Minnesota North Stars (NHL, 1985-1987, 1987/88), EC VSV (ÖEL, 1991-1995), EHC Lustenau (ÖEL, 1995-1996), SERC Wild Wings (DEL, 1996-1998) e Klagenfurter AC (ÖEL, 2000-2007).

## Palmarès

### Giocatore
- Calder Cup: 1

Springfield Indians: 1990-1991
- Campionati austriaci: 3

Villacher SV: 1991-1992, 1992-1993
KAC: 2000-2001
- Österreichische Eishockey-Liga: 1

KAC: 2003-2004

### Allenatore
- Western Hockey League: 1

Swift Current Broncos: 2017-2018